# Die Cleveren
Die Cleveren è una serie televisiva tedesca di genere poliziesco ideata da Johannes W. Betz e prodotta dal 1998 al 2007 da RTL Television e da Studio Hamburg Filmproduktion. Protagonisti della serie sono Hans-Werner Meyer, Astrid M. Fünderich e Barbara M. Ahren.
La serie si compone di 5 stagioni, per un totale di 48 episodi più l'episodio pilota.
In Germania la serie è stata trasmessa in prima visione dall'emittente televisiva RTL Television: l'episodio pilota, intitolato Du stirbst, wie ich es will!, fu trasmesso in prima visione il 10 marzo 1998; all'episodio pilota ha fatto seguito poi la prima stagione vera e propria, inaugurato dall'episodio Der Polizeifan andato in onda il 9 novembre 1999. L'ultimo, intitolato Der Todeskuss, fu trasmesso in prima visione il 5 aprile 2008.

## Trama
Protagonisti delle vicende sono il Dottor Dominik Born ed Eva Glaser, rispettivamente psicologo e commissario di una sezione della BKA: i due si propongono di risolvere i casi attraverso l'analisi psicologica degli indiziati.

## Episodi
| Stagione         | Puntate             | Prima TV Germania           | Prima TV Italia |
| ---------------- | ------------------- | --------------------------- | --------------- |
| Prima stagione   | 16+ episodio pilota | 1998 (episodio pilota)/1999 | inedita         |
| Seconda stagione | 8                   | 2001                        | inedita         |
| Terza stagione   | 8                   | 2002                        | inedita         |
| Quarta stagione  | 8                   | 2003                        | inedita         |
| Quinta stagione  | 8                   | 2007                        | inedita         |